# Tomás Xavier Garcia de Almeida
Tomás Xavier Garcia de Almeida (Capitania do Rio Grande do Norte, 14 de julho de 1792 — Rio de Janeiro, 11 de janeiro de 1870) foi um político brasileiro.

## Vida
Foi presidente das províncias de São Paulo, de 19 de dezembro de 1827 a 18 de abril de 1828, de Pernambuco, nomeado por carta imperial de 22 de setembro de 1828, de 29 de dezembro de 1828 a 15 de fevereiro de 1830 e de 8 de outubro de 1844 a 1 de março de 1845, tendo sido nomeado presidente na segunda vez por carta imperial de setembro de 1844, e da Bahia, nomeado por carta imperial de 5 de abril de 1838, de 28 de abril de 1838 a 15 de outubro de 1840.
Foi dignitário da Imperial Ordem do Cruzeiro e comendador da Imperial Ordem de Cristo.